# Acostatrichia fimbriata
Acostatrichia fimbriata is een schietmot uit de familie Hydroptilidae. De soort komt voor in het Neotropisch gebied.